# Рахунек, Томаш
Томаш Рахунек (чеш. Tomáš Rachůnek; 26 февраля 1991, Злин, Чехословакия) — профессиональный чешский хоккеист, крайний нападающий. Воспитанник клуба «Злин». Томаш является младшим братом Карела Рахунека и Ивана Рахунека. В настоящее время игрок клуба «Энергия», выступающего в Чешской экстралиге.

## Биография
Начал свою карьеру в Злине. Один сезон сыграл за клуб из Всетина. В 2008 году уехал за океан в клуб Sault Ste. Marie Greyhounds, который состоит в ОХЛ. После двух лет в Канаде Томаш вернулся в Чехию. В данный момент является игроком пражского Льва, выступающего в Континентальной хоккейный лиге. В дебютном сезоне КХЛ Томаш сыграл за Лев 40 матчей записал на свой счёт 15 очков и заработав 22 минуты штрафа. В 2013 году вызывался в сборную Чехии для выступления на Еврохоккейтуре. В сезоне КХЛ 2012/2013 2 раза признавался лучшим новичком недели.
Сезон 2019/2020 начал очень удачно, был 2-м бомбардиром Экстралиги. В ноябре 2019 года Милош Ржига вызвал Томаша Рахунека в сборную Чехии после долгого перерыва.

## Статистика
на 20.10.2014г
|             |              |             | Регулярный сезон | Регулярный сезон | Регулярный сезон | Регулярный сезон | Регулярный сезон | Регулярный сезон | Плей-офф | Плей-офф | Плей-офф | Плей-офф | Плей-офф | Плей-офф |
| Сезон       | Команда      | Лига        | Игр              | Г                | П                | Очк              | +/-              | Штр              | Игр      | Г        | П        | Очк      | +/-      | Штр      |
| ----------- | ------------ | ----------- | ---------------- | ---------------- | ---------------- | ---------------- | ---------------- | ---------------- | -------- | -------- | -------- | -------- | -------- | -------- |
| 2012-13     | Лев          | КХЛ         | 36               | 6                | 9                | 15               | -1               | 20               | 4        | 0        | 0        | 0        | -1       | 2        |
| 2013-14     | Металлург Нк | КХЛ         | 14               | 1                | 1                | 2                | -1               | 4                | -        | -        | -        | -        | -        | -        |
| Всего в КХЛ | Всего в КХЛ  | Всего в КХЛ | 50               | 7                | 10               | 17               | -5               | 24               | 4        | 0        | 0        | 0        | -1       | 2        |